# Бульдович Сергій Іванович
Сергі́й Іва́нович Бульдо́вич (* 4 серпня 1973, Кропивницький, Українська РСР — 29 травня 2014, Слов'янськ, Донецька область, Україна) — український військовий льотчик, гвардії полковник Національної гвардії України, командир екіпажу гелікоптеру Мі-8.

## Життєпис
Народився 4 серпня 1973 року в місті Кропивницький (на той час Кіровоград). Навчався у школі № 18. В старших класах вступив до авіаційно-спортивного клубу при обласній організації ДТСААФ, де літав на навчально-тренувальному літаку Як-50 і стрибав з парашутом. Отримав посвідчення водія транспортних засобів категорії «B» і «С» на курсах, що були при школі. 
1990 року вступив до найкращого в СРСР навчального закладу, де готували вертолітників, — Сизранського вищого військового авіаційного училища льотчиків, яке закінчив 1994 року. Присвятив військовій авіації 23 роки життя. Після закінчення училища потрапив служити в Забайкалля (РФ), але вже наприкінці 1990-х повернувся в Україну і почав службу у Білій Церкві та Олександрії. 
2009 року призначений на посаду заступника командира з льотної підготовки військової частини 2269 Національної гвардії України, Гвардійська авіабаза НГУ, м. Олександрія.
2010 року брав участь в навчаннях у Балаклаві в Криму, у ході яких екіпаж на чолі з підполковником Бульдовичем здійснив ряд десантувань штурмовим способом на сушу та воду. Загальний наліт склав більше 12 годин. За безаварійну льотну роботу, старанність, розумну ініціативу, виявлені при виконанні службових обов'язків був нагороджений відзнакою «Почесний знак МВС України».
З 12 по 28 квітня та з 21 травня 2014 року як командир екіпажу вертольота Мі-8МТ (борт «16») брав участь в антитерористичній операції на Сході України.
Загинув 29 травня 2014 року поблизу міста Слов'янськ Донецької області.
29 травня, близько 12:30, поблизу Слов'янська, після розвантаження продуктів харчування на блокпост та проведення ротації особового складу, повертаючись з району гори Карачун, при наборі висоти був обстріляний із лісосмуги та підбитий терористами з ПЗРК гелікоптер Мі-8МТ (борт «16») Національної гвардії України. Екіпаж до останньої миті намагався врятувати бойову машину і людей, які перебували на борту. Під час падіння вибухнули паливні баки. В результаті події загинуло 12 чоловік: командир екіпажу полковник Сергій Бульдович, борт-технік капітан Сергій Кравченко, генерал-майор Сергій Кульчицький, ще троє військовослужбовців Національної гвардії та шість представників спецпідрозділу МВС України (колишній спецпідрозділ «Беркут»). Штурман екіпажу старший лейтенант Олександр Макеєнко залишився живим та у тяжкому стані був доправлений до лікарні міста Харків.
31 травня в Олександрії прощались з двома льотчиками, полковника Бульдовича поховали на Лелеківському кладовищі у Кропивницькому.

Полковник Сергій Бульдович

## Родина
Мати Сергія померла ще 1993 року, коли він був курсантом. Батько — Бульдович Іван Миколайович, викладач кропивницької автомобільної школи ТСО України. Дружина — Бульдович Лариса Валеріївна, працює в Олександрійському міському центрі соціальних служб для сім'ї, дітей та молоді. Син — Бульдович Сергій Сергійович, студент Кіровоградської льотної академії.

## Нагороди та відзнаки
- Орден «За мужність» І ст. (20 червня 2014) — за особисту мужність і героїзм, виявлені у захисті державного суверенітету та територіальної цілісності України, вірність військовій присязі та незламність духу (посмертно)[8]
- Відзнака МВС України «Почесний знак МВС України» (2010)[9].
- Наказом командувача Нацгвардії полковника Бульдовича навічно зараховано до списку особового складу управління Гвардійської авіабази НГУ.
- Рішенням виконкому Кіровоградської ради від 10 вересня 2015 р. нагороджений відзнакою "За заслуги 2 ступеня" (посмертно).

## Вшанування пам'яті
14 листопада 2014 року на Донеччині, поблизу Слов'янська було урочисто відкрито і освячено перший меморіал жертвам «неоголошеної війни» на Сході Україні — пам'ятний хрест, встановлений на місці, де впав збитий російськими бойовиками вертоліт Нацгвардії.
22 січня 2015 року в НВО «ЗОШ І-ІІІ ступенів № 18 - ДНЗ - ЦДЮТ "Надія"» Кіровоградської міської ради встановлено меморіальну дошку на честь Сергія Бульдовича.
29 травня 2017 року в Олександрії на території військової частини 2269 відбулося урочисте відкриття пам'ятного знаку на честь гвардійців, котрі загинули під час виконання службових обов'язків, серед них ім'я полковника Сергія Бульдовича.